# Johann Erich Biester
Johann Erich Biester (né le 17 novembre 1749 à Lübeck, mort le 20 février 1816 à Berlin) est un philosophe allemand. Avec Friedrich Nicolai et Friedrich Gedike, il formait ce qui était connu sous le nom de « triumvirat des lumières de Berlin ».

## Biographie
Entre 1767 et 1771, il étudie le droit et la littérature anglaise à Göttingen, et travaille comme juriste à Lübeck.